# Mistrzostwa Europy w Piłce Ręcznej Mężczyzn 2024 (składy)
Artykuł grupuje składy męskich reprezentacji narodowych w piłce ręcznej, które wystąpią podczas Mistrzostw Europy w Piłce Ręcznej Mężczyzn 2024 rozgrywanych w Niemczech od 10 do 28 stycznia 2024 roku.

## Informacje ogólne
Szerokie składy liczące maksymalnie trzydziestu pięciu zawodników zostały ogłoszone przez EHF 1 grudnia 2023 roku. Na dzień przed rozpoczęciem zawodów reprezentacje podadzą oficjalne dwudziestoosobowe składy, z którego w trakcie turnieju mogą wymienić maksymalnie dwóch zawodników w każdej fazie: grupowej, pucharowej i podczas finałowego weekendu.